# Syllitus terminatus
Syllitus terminatus är en skalbaggsart som beskrevs av Francis Polkinghorne Pascoe 1871. Syllitus terminatus ingår i släktet Syllitus och familjen långhorningar. Inga underarter finns listade i Catalogue of Life.